# Saint-Exupéry (Gironde)
Pour les articles homonymes, voir Saint-Exupéry (homonymie).
Saint-Exupéry est une commune du Sud-Ouest de la France, située dans le département de la Gironde, en région Nouvelle-Aquitaine.

## Géographie

### Localisation
Bordée au nord par le Dropt, la commune se trouve dans l'Entre-deux-Mers, à 55 km au sud-est de Bordeaux, chef-lieu du département, à 18 km au nord-est de Langon, chef-lieu d'arrondissement et à 8 km au nord-ouest de La Réole, ancien chef-lieu de canton.

### Communes limitrophes
Les communes limitrophes en sont Camiran à l'est, Morizès au sud, Saint-Laurent-du-Plan au sud-ouest, Saint-Laurent-du-Bois à l'ouest et Saint-Félix-de-Foncaude au nord.
|                       | Saint-Félix-de-Foncaude |         |
| Saint-Laurent-du-Bois | Saint-Exupéry           | Camiran |
| Saint-Laurent-du-Plan | Morizès                 |         |

### Climat
Pour des articles plus généraux, voir Climat de la Nouvelle-Aquitaine et Climat de la Gironde.
Historiquement, la commune est exposée à un climat océanique aquitain.  
En 2020, Météo-France publie une typologie des climats de la France métropolitaine dans laquelle la commune est exposée à un climat océanique et est dans la région climatique  Aquitaine, Gascogne, caractérisée par une pluviométrie abondante au printemps, modérée en automne, un faible ensoleillement au printemps, un été chaud (19,5 °C), des vents faibles, des brouillards fréquents en automne et en hiver et des orages fréquents en été (15 à 20 jours).
Pour la période 1971-2000, la température annuelle moyenne est de 12,7 °C, avec une amplitude thermique annuelle de 15,6 °C. Le cumul annuel moyen de précipitations est de 831 mm, avec 11,3 jours de précipitations en janvier et 6,5 jours en juillet. Pour la période 1991-2020, la température moyenne annuelle observée sur la station météorologique la plus proche, située sur la commune de Saint-Sulpice-de-Pommiers à 5 km à vol d'oiseau, est de 13,8 °C et le cumul annuel moyen de précipitations est de 764,8 mm,. Pour l'avenir, les paramètres climatiques de la commune estimés pour 2050 selon différents scénarios d’émission de gaz à effet de serre sont consultables sur un site dédié publié par Météo-France en novembre 2022.

## Urbanisme

### Typologie
Au 1er janvier 2024, Saint-Exupéry est catégorisée commune rurale à habitat très dispersé, selon la nouvelle grille communale de densité à sept niveaux définie par l'Insee en 2022.
Elle est située hors unité urbaine et hors attraction des villes,.

### Occupation des sols

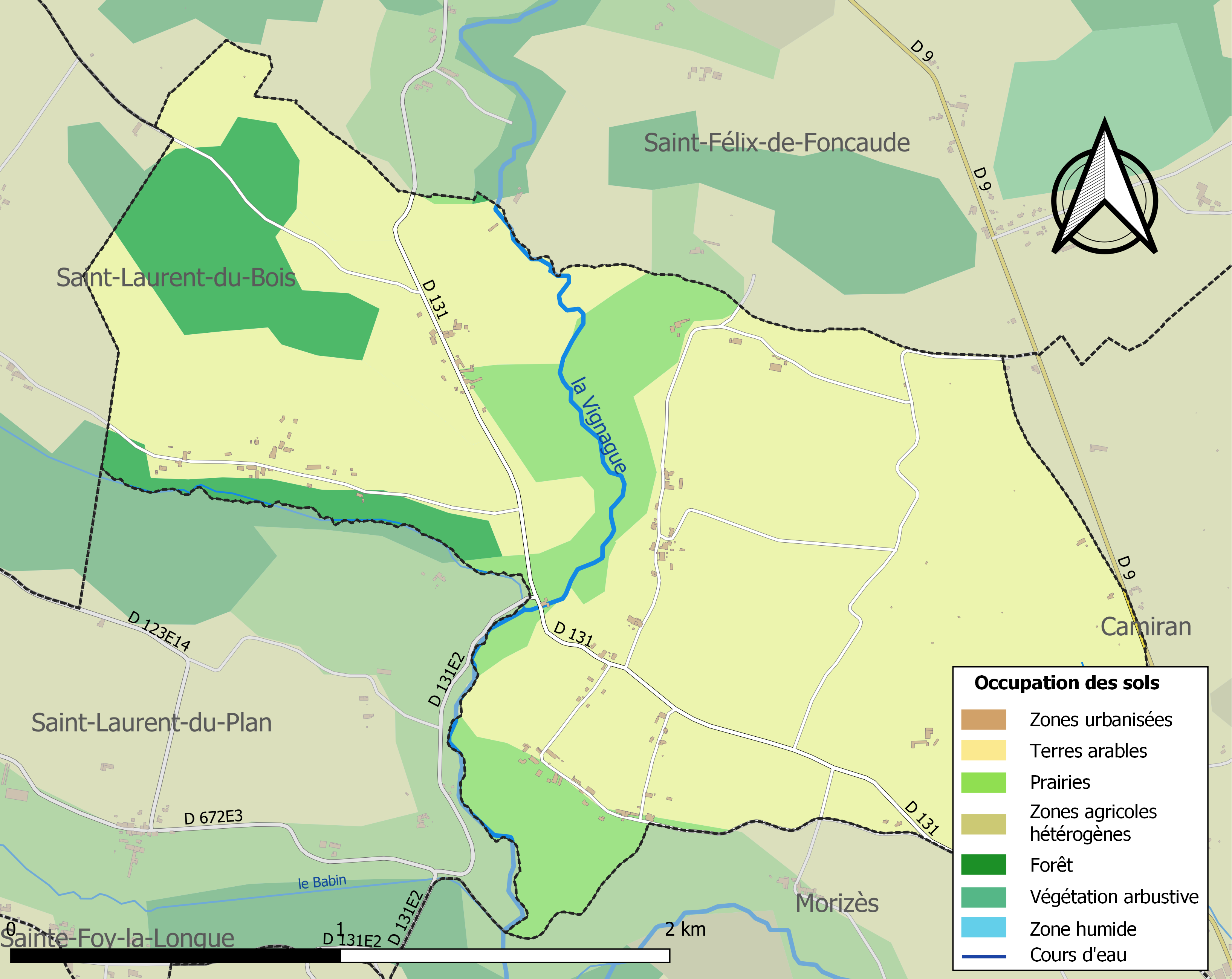
Carte des infrastructures et de l'occupation des sols de la commune en 2018 (CLC).

L'occupation des sols de la commune, telle qu'elle ressort de la base de données européenne d’occupation biophysique des sols Corine Land Cover (CLC), est marquée par l'importance des territoires agricoles (90,1 % en 2018), une proportion identique à celle de 1990 (90,1 %). La répartition détaillée en 2018 est la suivante : 
cultures permanentes (68,6 %), prairies (12,9 %), forêts (9,9 %), terres arables (8,6 %). L'évolution de l’occupation des sols de la commune et de ses infrastructures peut être observée sur les différentes représentations cartographiques du territoire : la carte de Cassini (XVIIIe siècle), la carte d'état-major (1820-1866) et les cartes ou photos aériennes de l'IGN pour la période actuelle (1950 à aujourd'hui).

### Voies de communication et transports
La commune est principalement traversée, dans le bourg, par la route départementale D131 qui mène vers le nord à Saint-Félix-de-Foncaude et à Sauveterre-de-Guyenne et vers le sud-est à Camiran et au-delà, par la route départementale D9 à La Réole.

L'accès le plus proche à l'autoroute A62 (Bordeaux-Toulouse) est le no 4, dit de La Réole, distant de 17 km par la route vers le sud-sud-est.

L'accès no 1, dit de Bazas, à l'autoroute A65 (Langon-Pau) se situe à 32 km vers le sud-sud-ouest.

L'accès le plus proche à l'autoroute A89 (Bordeaux-Lyon) est celui de l'échangeur autoroutier avec la route nationale 89 qui se situe à 39 km vers le nord-ouest.
La gare SNCF la plus proche est celle, distante de 9 km par la route vers le sud-est, de La Réole, sur la ligne Bordeaux-Sète du TER Nouvelle-Aquitaine.

### Risques majeurs
Le territoire de la commune de Saint-Exupéry est vulnérable à différents aléas naturels : météorologiques (tempête, orage, neige, grand froid, canicule ou sécheresse) et séisme (sismicité très faible). Un site publié par le BRGM permet d'évaluer simplement et rapidement les risques d'un bien localisé soit par son adresse soit par le numéro de sa parcelle.

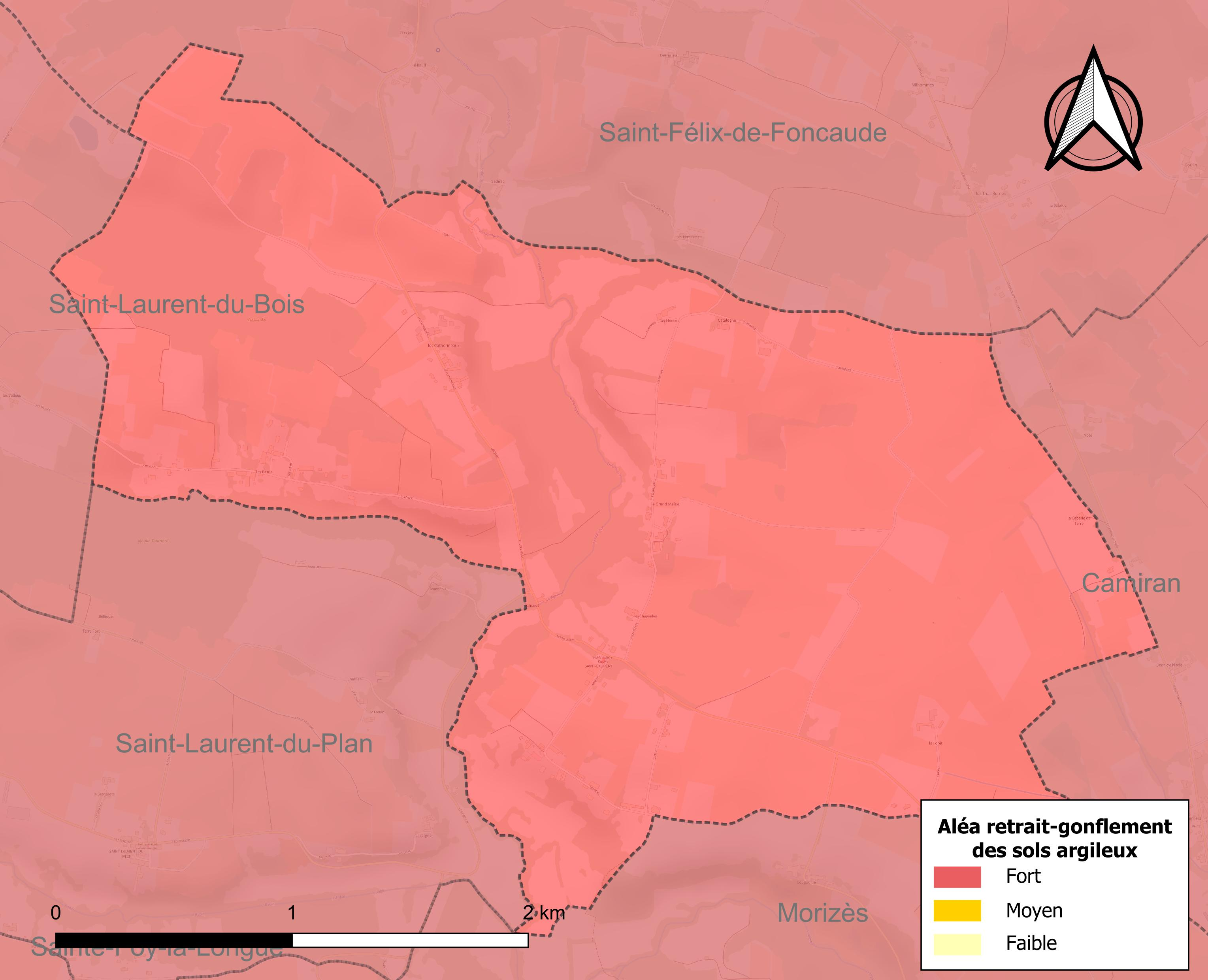
Carte des zones d'aléa retrait-gonflement des sols argileux de Saint-Exupéry.

Le retrait-gonflement des sols argileux est susceptible d'engendrer des dommages importants aux bâtiments en cas d’alternance de périodes de sécheresse et de pluie. La totalité de la commune est en aléa moyen ou fort (67,4 % au niveau départemental et 48,5 % au niveau national). Sur les 74 bâtiments dénombrés sur la commune en 2019, 74 sont en aléa moyen ou fort, soit 100 %, à comparer aux 84 % au niveau départemental et 54 % au niveau national. Une cartographie de l'exposition du territoire national au retrait gonflement des sols argileux est disponible sur le site du BRGM,.
La commune a été reconnue en état de catastrophe naturelle au titre des dommages causés par les inondations et coulées de boue survenues en 1982, 1988, 1999 et 2009.

## Toponymie
La commune tient son nom de saint Exupère (ou Superi, mort vers 410), évêque de Toulouse.
Son nom est Sent Superi en gascon.
Les habitants en sont les Exupériens.

## Histoire
À la Révolution, la paroisse Saint-Exupéry forme la commune de Saint-Exupéry.

## Politique et administration
| Période                                  | Période  | Identité         | Étiquette | Qualité |
| ---------------------------------------- | -------- | ---------------- | --------- | ------- |
| avant 1988                               | ?        | André Richard    |           |         |
| mars 2008                                | En cours | Thierry Gourgues |           | Employé |
| Les données manquantes sont à compléter. |          |                  |           |         |

### Intercommunalité
Le 1er janvier 2014, la communauté de communes du Réolais ayant été supprimée, la commune de Saint-Exupéry s'est retrouvée intégrée à la communauté de communes du Réolais en Sud Gironde siégeant à La Réole.

## Démographie
L'évolution du nombre d'habitants est connue à travers les recensements de la population effectués dans la commune depuis 1793. Pour les communes de moins de 10 000 habitants, une enquête de recensement portant sur toute la population est réalisée tous les cinq ans, les populations de référence des années intermédiaires étant quant à elles estimées par interpolation ou extrapolation. Pour la commune, le premier recensement exhaustif entrant dans le cadre du nouveau dispositif a été réalisé en 2005.

En 2022, la commune comptait 169 habitants, en évolution de +2,42 % par rapport à 2016 (Gironde : +6,91 %, France hors Mayotte : +2,11 %).
| 1793 | 1800 | 1806 | 1821 | 1831 | 1836 | 1841 | 1846 | 1851 |
| ---- | ---- | ---- | ---- | ---- | ---- | ---- | ---- | ---- |
| 300  | 232  | 260  | 261  | 232  | 221  | 213  | 223  | 215  |

| 1856 | 1861 | 1866 | 1872 | 1876 | 1881 | 1886 | 1891 | 1896 |
| ---- | ---- | ---- | ---- | ---- | ---- | ---- | ---- | ---- |
| 207  | 194  | 195  | 186  | 170  | 179  | 179  | 156  | 185  |

| 1901 | 1906 | 1911 | 1921 | 1926 | 1931 | 1936 | 1946 | 1954 |
| ---- | ---- | ---- | ---- | ---- | ---- | ---- | ---- | ---- |
| 161  | 162  | 153  | 165  | 145  | 145  | 165  | 151  | 159  |

| 1962 | 1968 | 1975 | 1982 | 1990 | 1999 | 2005 | 2006 | 2010 |
| ---- | ---- | ---- | ---- | ---- | ---- | ---- | ---- | ---- |
| 122  | 144  | 124  | 120  | 109  | 119  | 142  | 149  | 159  |

| 2015 | 2020 | 2022 | - | - | - | - | - | - |
| ---- | ---- | ---- | - | - | - | - | - | - |
| 165  | 169  | 169  | - | - | - | - | - | - |

## Lieux et monuments
- L'église dédiée à saint Exupère (évêque de Toulouse de la fin du IIIe au début du IVe siècles), construite à l'origine vers le XIe ou le XIIe siècle, a été souvent modifiée par la suite et en particulier au XVIe siècle avec la reconstruction de la façade occidentale agrémentée d'une tourelle d'escalier, l'aménagement d'un porche dont il ne subsiste que les piliers et le percement d'une baie axiale dans le chevet ; l'ensemble de l'édifice est inscrit au titre des monuments historiques par arrêté du 10 décembre 2007[25].

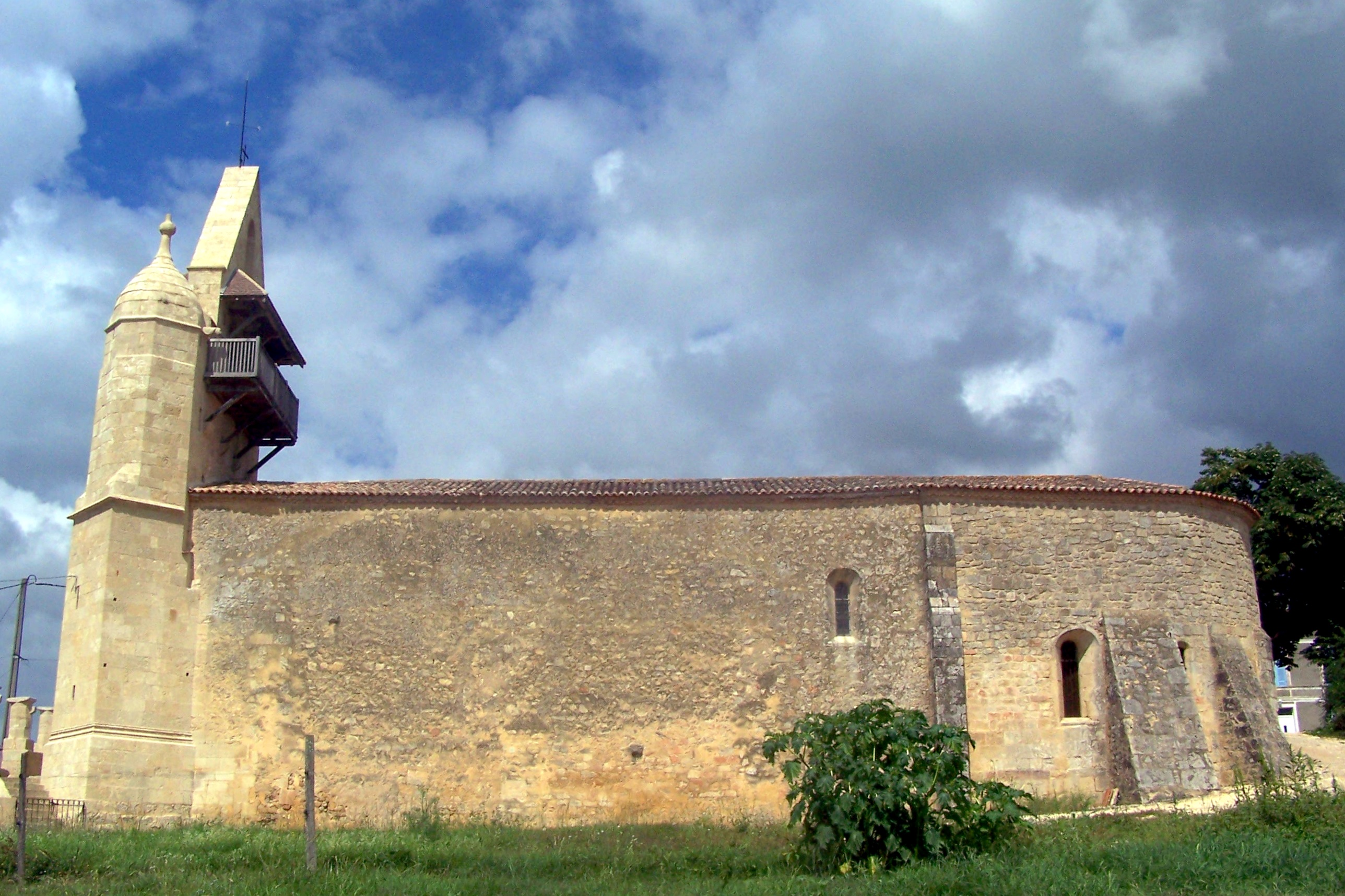
Façade sud de l'église (août 2011)
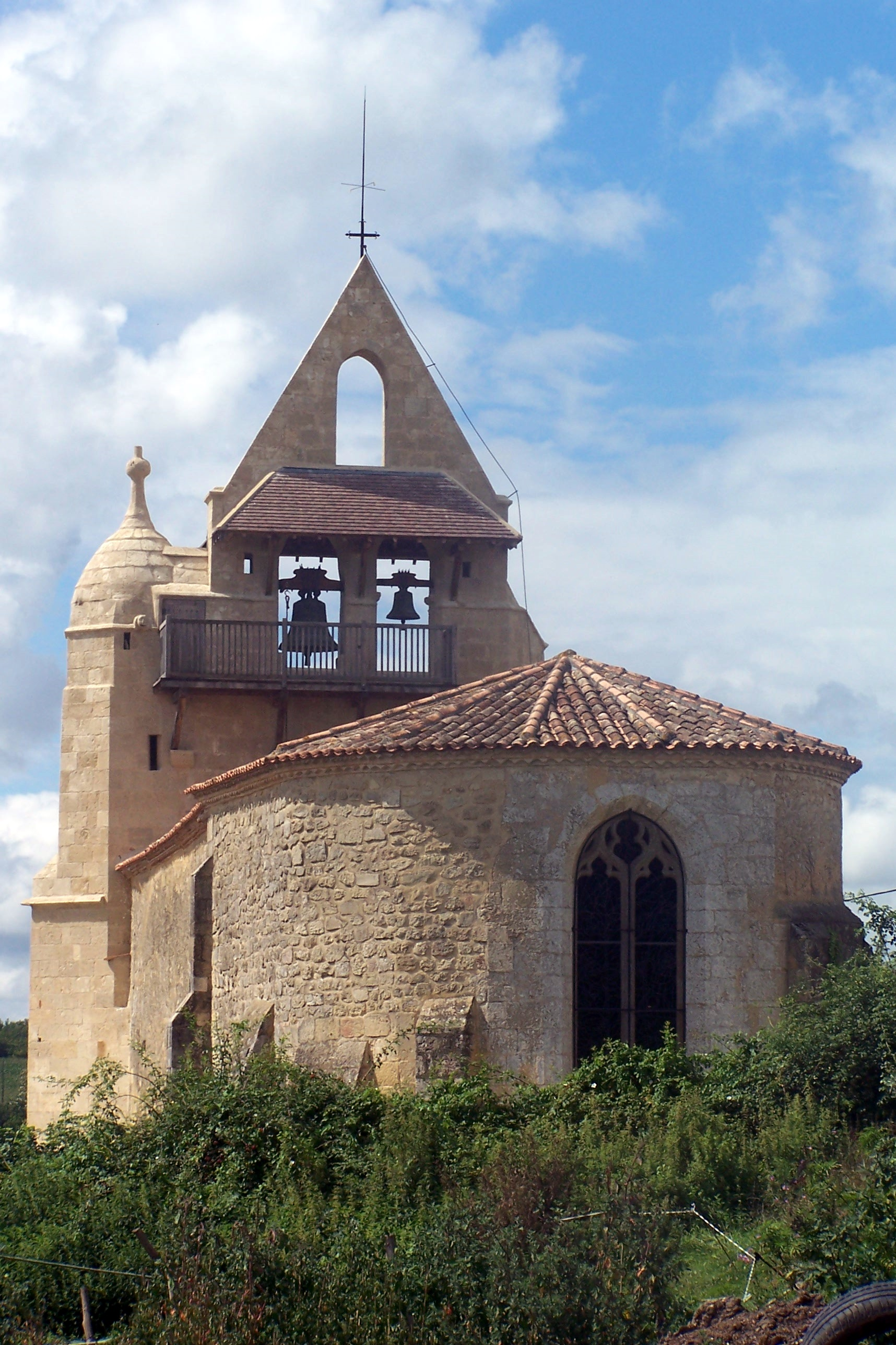
Côté est de l'église et chevet (août 2011)
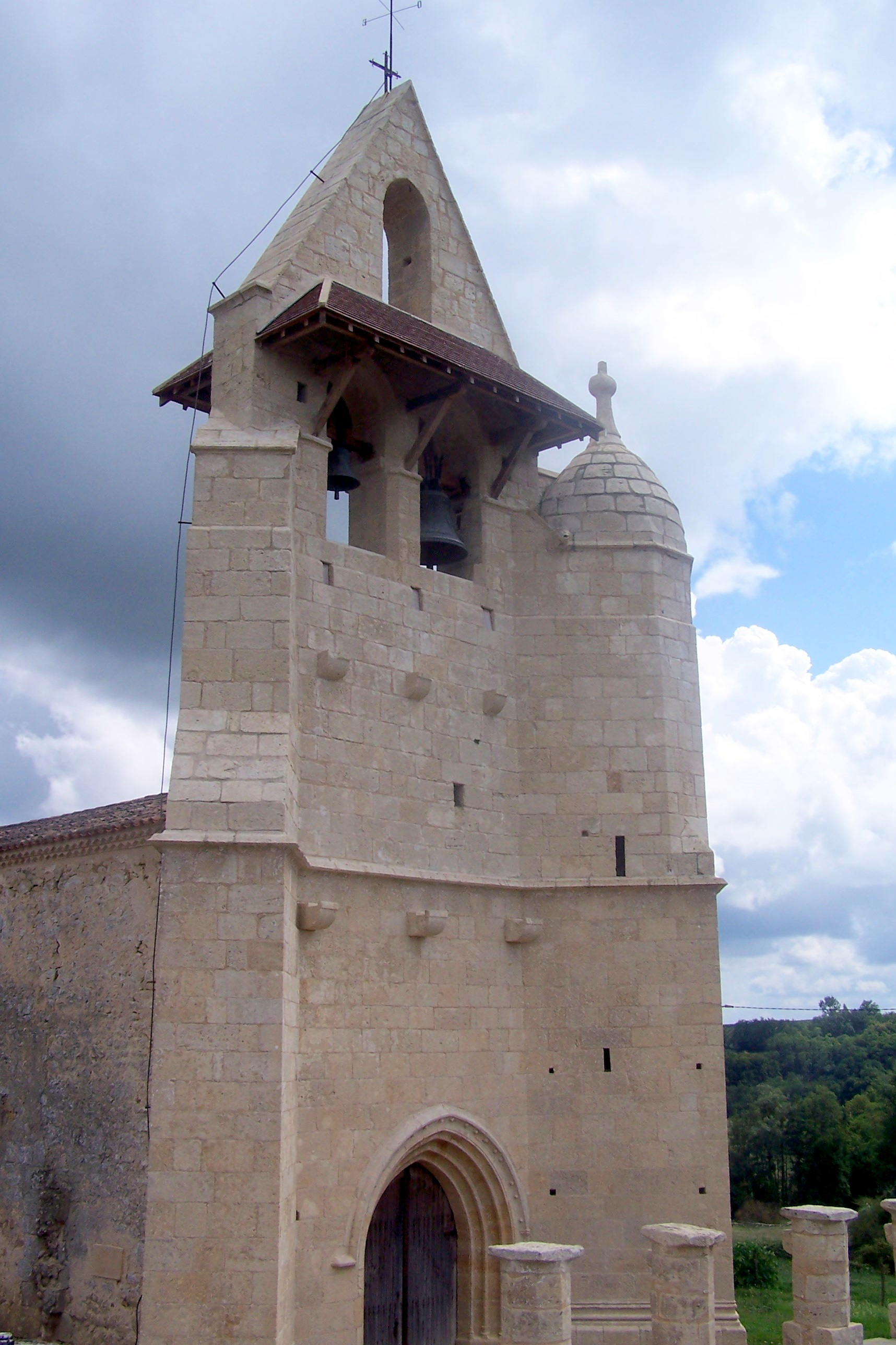
Le clocher-pignon à trois baies (août 2011)
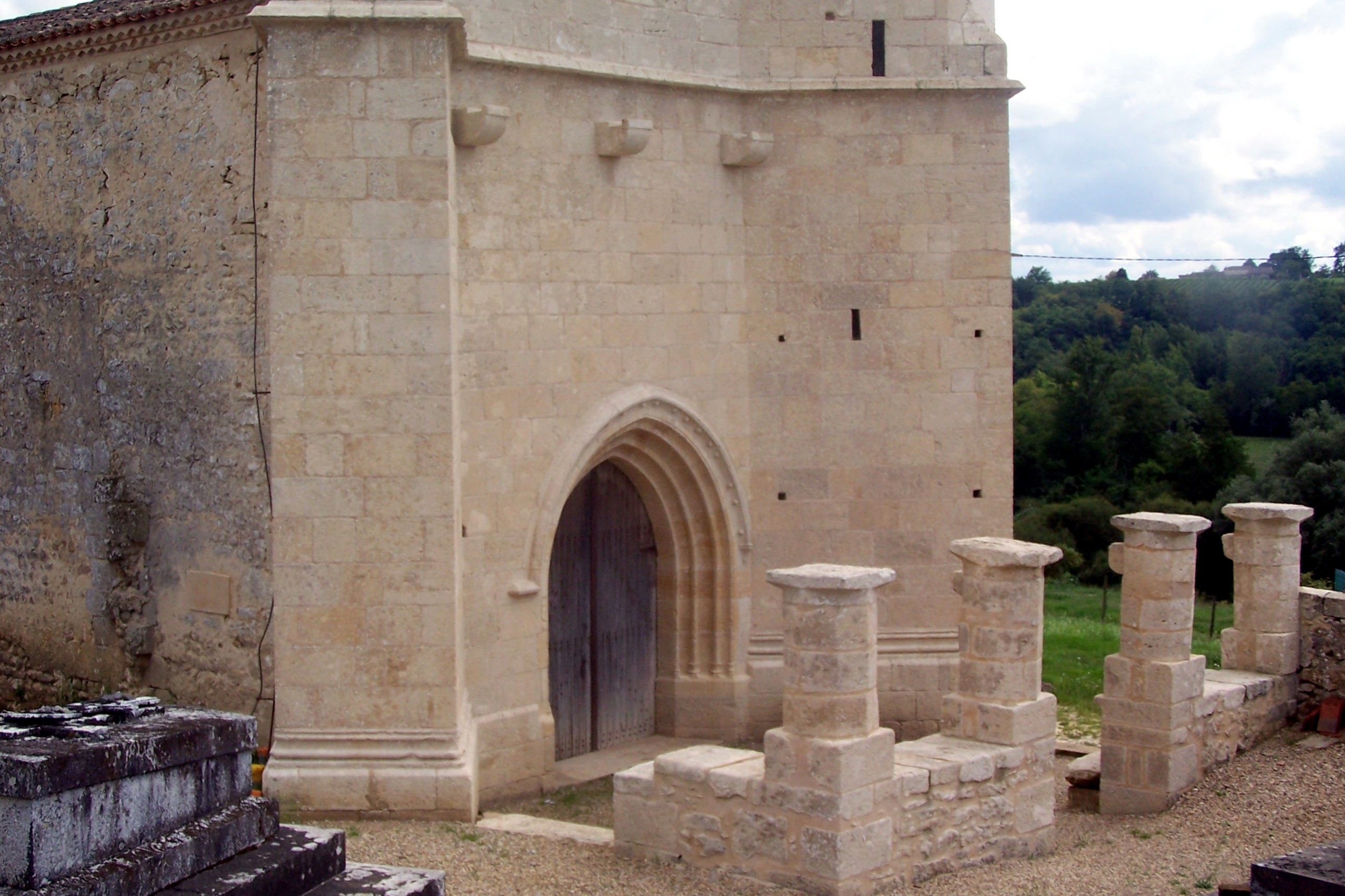
Le portail et les piliers, vestiges du porche (août 2011)
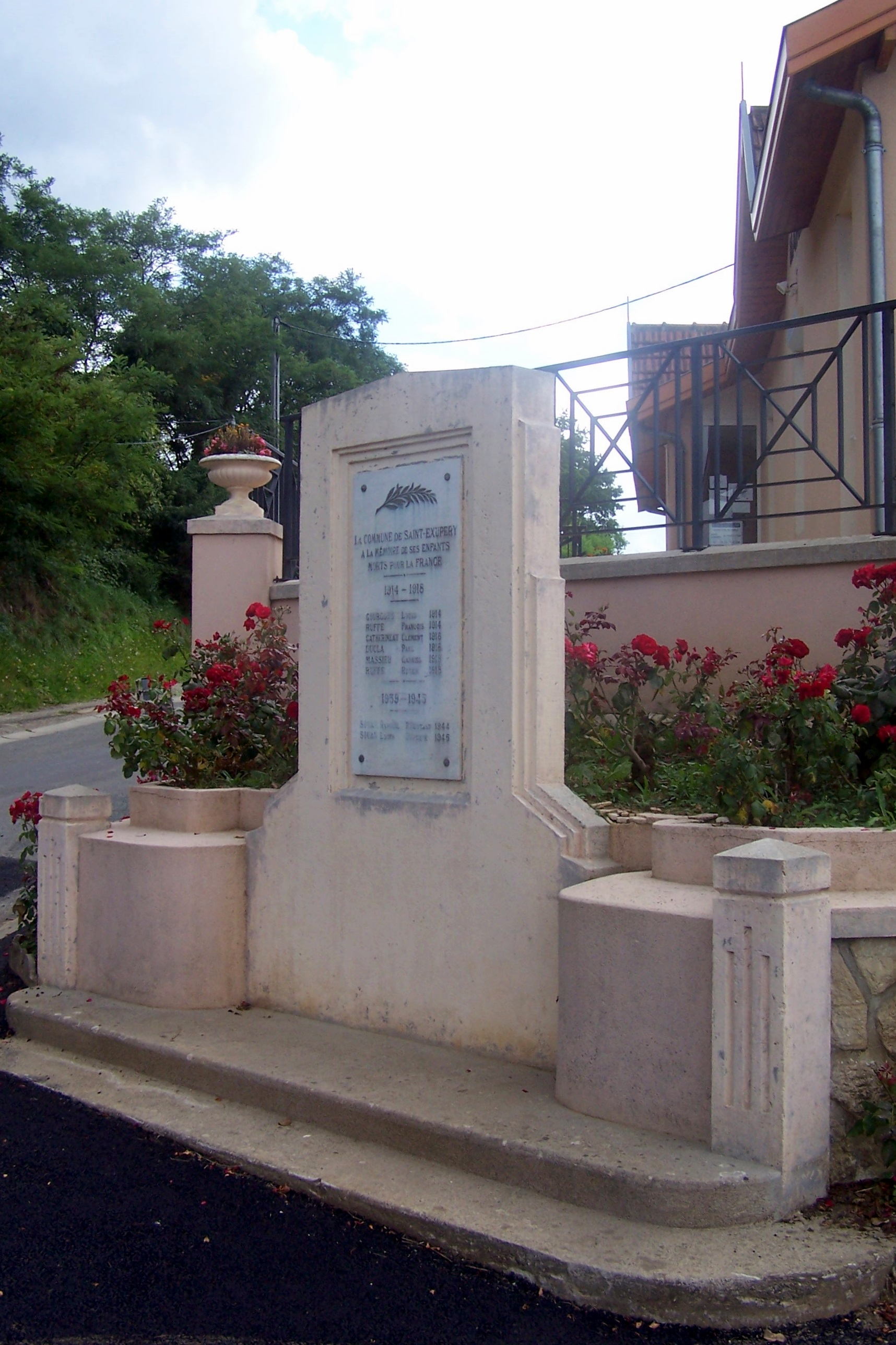
Le monument aux morts devant la mairie (août 2011)

## Héraldique
| Blason à dessiner | Blason  | Parti: au 1er d'azur à l'évêque d'or, au 2e d'argent à la grappe de raisin de pourpre feuillée de sinople; le tout sommé d'un chef d'azur chargé d'un léopard d'or, armé et lampassé d'azur. |
| Blason à dessiner | Détails | Le statut officiel du blason reste à déterminer. |